# جان موریس (فیلم‌ساز)
جان موریس (به انگلیسی: John Morris) فیلمنامه‌نویس، تهیه‌کننده و کارگردان آمریکایی است که بیشتر به خاطر همکاری‌هایش با کارگردان شان آندرس، از جمله سرود کریسمس (۲۰۲۲)، خونه بابا (۲۰۱۵) و ما خانواده میلر هستیم (۲۰۱۳) شناخته می‌شود.

## حرفه
در سال ۲۰۰۵، او حرفه نویسندگی خود را با تهیه پیش نویس فیلمنامه یک فیلم مستقل با نام (هرگز گرم نشد) آغاز کرد. در سال ۲۰۰۸، او در نوشتن فیلم کمدی پرخاشگر سکس درایو همکاری کرد. در سال ۲۰۱۰ در نویسندگی دو فیلم جکوزی ماشین زمان و او از سطح من بالاتر است همکاری کرد. سال بعد، او فیلمنامه پنگوئن‌های آقای پاپر را نوشت.
موریس بعد از نوشتن فیلمنامه کمدی ما خانواده میلر هستیم در سال ۲۰۱۳ به شهرت رسید. در سال ۲۰۱۴، او پیش‌نویس دنباله‌های فیلم کمدی رئیس‌های وحشتناک ۲ و احمق و احمق‌تر ۲ را تهیه کرد. در سال ۲۰۱۷ فیلم خونه بابا ۲ نوشت و در سال ۲۰۱۸ فیلمنامه کمدی خانواده فوری را نوشت. در سال ۲۰۲۲ فیلم سرود کریسمس را نویسندگی و کارگردانی کرد.

## فیلم‌شناسی
| سال  | عنوان                   | نویسنده | تهیه‌کننده | کارگردان | توضیحات                      |
| ---- | ----------------------- | ------- | --------- | -------- | ---------------------------- |
| ۲۰۰۵ | هرگز گرم نشد            | آری     | نه        | نه       | همچنین بازیگر                |
| ۲۰۰۷ | بازی جوجه               | آری     | اجرایی    | نه       | [ ۱۰ ]                       |
| ۲۰۰۸ | سکس درایو               | آری     | آری       | نه       | [ ۲ ]                        |
| ۲۰۱۰ | جکوزی ماشین زمان        | آری     | آری       | نه       | [ ۳ ]                        |
| ۲۰۱۰ | او از سطح من بالاتر است | آری     | نه        | نه       | [ ۴ ]                        |
| ۲۰۱۱ | پنگوئن‌های آقای پاپر     | آری     | نه        | نه       | [ ۵ ]                        |
| ۲۰۱۲ | اون پسر منه             | نه      | اجرایی    | نه       | [ ۱۱ ]                       |
| ۲۰۱۳ | ما خانواده میلر هستیم   | آری     | نه        | نه       | [ ۶ ]                        |
| ۲۰۱۴ | رئیس‌های وحشتناک ۲       | آری     | آری       | نه       | [ ۷ ]                        |
| ۲۰۱۴ | احمق و احمق‌تر ۲         | آری     | نه        | نه       | [ ۸ ]                        |
| ۲۰۱۵ | خونه بابا               | آری     | آری       | نه       | [ ۱۲ ]                       |
| ۲۰۱۷ | خونه بابا ۲             | آری     | آری       | نه       |                              |
| ۲۰۱۸ | خانواده فوری            | آری     | آری       | نه       |                              |
| ۲۰۱۹ | شمارش معکوس             | نه      | آری       | نه       | [ ۱۳ ]                       |
| ۲۰۲۲ | سرود کریسمس             | آری     | آری       | آری      | کارگردانی مشترک با شان آندرس |